# Heinrich II. (Bayern)

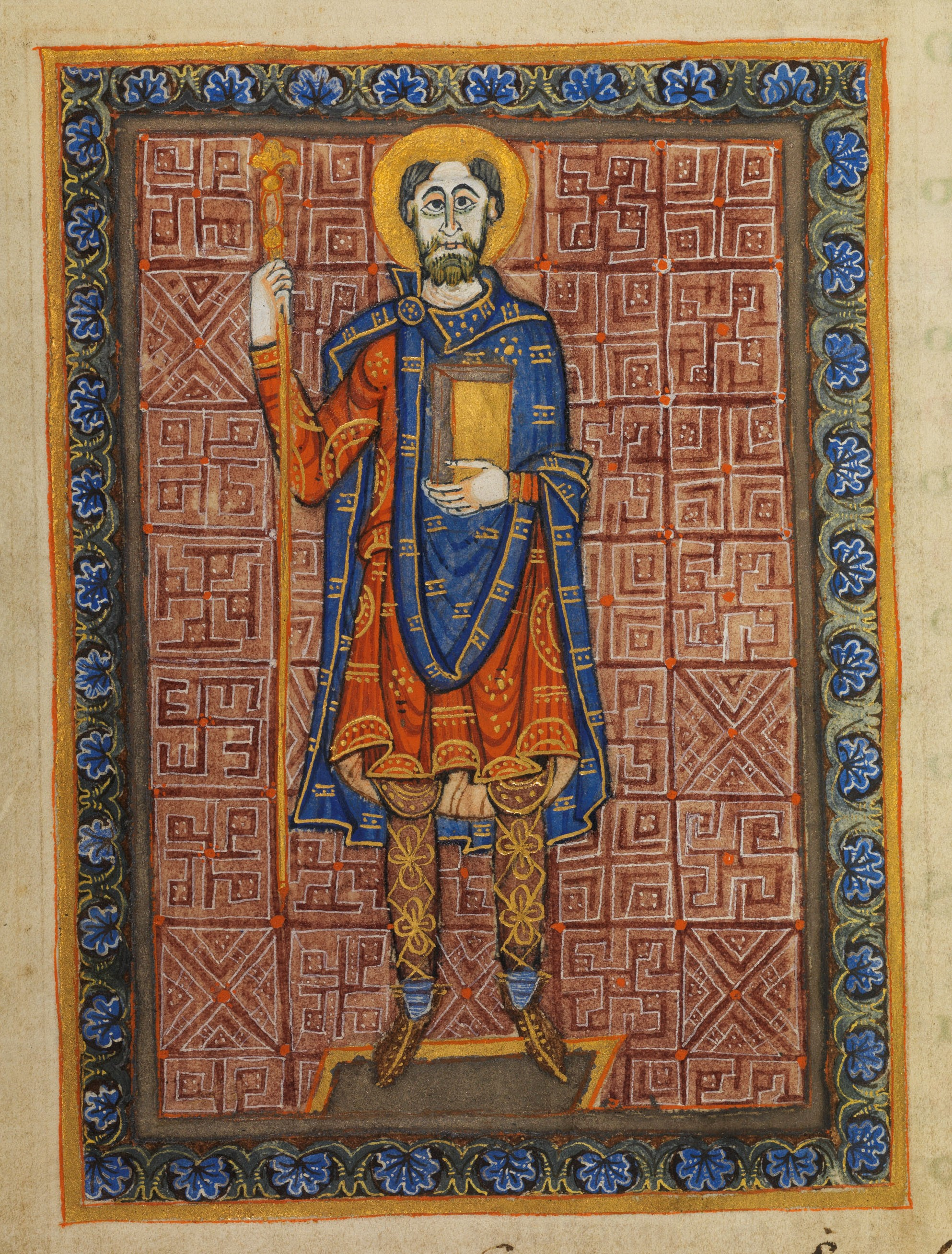
Heinrich im fränkischen Gewand, Miniatur aus dem Regelbuch von Niedermünster Staatsbibliothek Bamberg, Msc.Lit.142, fol. 4v

Heinrich II., genannt der Zänker (* 951; † 28. August 995 im Stift Gandersheim) aus dem Adelsgeschlecht der Liudolfinger war von 955 bis 976 und wieder von 985 bis 995 Herzog von Bayern und von 989 bis 995 Herzog von Kärnten.

## Familie
Heinrich war der Sohn Herzog Heinrichs I. von Bayern und dessen Ehefrau Judith sowie Neffe des römisch-deutschen Kaisers Otto I.
Unter Vormundschaft seiner Mutter Judith folgte Heinrich vierjährig seinem Vater als Herzog von Bayern. Seine ältere Schwester Hadwig wurde 954 mit Burchard III., Herzog von Schwaben, vermählt. Heinrich vermählte sich 972 mit Gisela von Burgund, einer Nichte von Kaiserin Adelheid. Er hatte somit Verbindungen mit den Herrscherfamilien im Süden des Reiches. Bayern, Schwaben und das Königreich Burgund bildeten eine ernst zu nehmende Zentralisierung politischer Macht, der sich Kaiser Otto II. zu erwehren hatte.

## Leben
Heinrich wurde bereits 955 in kindlichem Alter zum Herzog. Er stand zunächst unter der Vormundschaft seiner Mutter und des Bischofs Abraham von Freising. Auf der Reichsversammlung, die am 27. Juni 973 in Worms abgehalten wurde, schenkte Kaiser Otto II. seinem Vetter Heinrich das Reichsgut Babenberg mit der Stadt „Paginberc“ und das Gut „Nendilin-Urach“ (Stegaurach), aus dem später das Bistum Bamberg entstand. In diesem Jahr starben Kaiser Otto I. und Herzog Burchard III., aus dessen Ehe mit Hadwig keine Kinder hervorgegangen waren. Dadurch gab es keinen legitimen Nachfolger für das Herzogtum Schwaben. Als Schwager Burcharts erhob Heinrich Anspruch auf das Herzogtum Schwaben, zumal in diesem Jahr sein ältester Sohn Heinrich geboren wurde. Heinrich überging das Recht der Investitur des Kaisers und setzte seinen luitpoldingischen Vetter Heinrich auf den Bischofsstuhl von Augsburg. Kaiser Otto II. überging seinerseits die Ansprüche Heinrichs und besetzte den schwäbischen Dukat im November 973 mit seinem Neffen Otto, dem Sohn Liudolfs von Schwaben.
Hubertus Seibert gibt an:

„Heinrich der Zänker folgte seinem Vater Heinrich († I. 11. 955) Ende 955 ohne jede zeitliche Verzögerung im Herzogtum Bayern nach. Mit der förmlichen Übertragung des bayerischen Dukats und der Markgrafschaft Verona erkannte Otto I. den erbrechtliechen Anspruch seines Neffen an und begründete damit zugleich den künftigen Status Bayerns als Sekundogenitur der sogenannten bayerischen Linie der Liudolfinger.“

Daraus lässt sich seiner Meinung nach ableiten, dass nach dem Tod Ottos I. eine königliche Abstammung und Königsnähe zu den Grundlagen von Heinrichs hervorgehobener herrschaftlicher Stellung in Bayern beitrugen. Die Schenkung des wichtigen Königshofes Bamberg im Mai 973 durch Otto II. zeigt den „besonderen Symbolwert“ den dieser seinem „geliebten Vetter“ entgegenbrachte, die er dadurch „manifestierte“. Aus diesem Glauben an das „gottgewollte Königtum der Linie der Heinriche“ leitete Heinrich der Zänker einen „legitimen Anspruch auf uneingeschränkte Teilhabe an der Königsgewalt im Reich ab“. Dass Otto II. ihn quasi überging, verstand Heinrich als Schmälerung seines Anspruchs, auf die er mit offenem Widerstand reagierte, was in den Jahren 976 bis 977 in einem bewaffneten Bürgerkrieg um die Herrschaft im Reich führte. Dieser Konflikt führte dazu, dass Heinrich nicht nur eine Niederlage hinnehmen musste, sondern auch den dauerhaften Entzug der bayerischen Herzogswürde seit 978.
Damit begann eine Doppelregentschaft, da Herzogin Hadwig nicht bereit war abzutreten und de facto bis zu ihrem Tod 994 von der Festung Hohentwiel aus weiterhin den Süden des Reiches regierte. Die kaiserliche Hofkanzlei erkannte ihr sogar den offiziellen Dux-Titel zu. Sie unterstützte ihren Bruder Heinrich so gut es ging, was dazu führte, dass der designierte Herzog Otto sein ärgster Rivalen wurde.
Heinrich begehrte offen auf und fand nicht nur bayrische, sondern auch sächsische Anhänger. Herzog Boleslaw II. von Böhmen und Mieszko von Polen standen auf seiner Seite. 974 gelang es Otto II., den „Zänker“ in Ingelheim festzusetzen, und er glaubte die bayrische Gefahr dadurch gebannt zu haben. Im Zuge der Auseinandersetzung musste Otto II. auch Aufrührer im Hennegau und bei Cambrai niederringen, den Einfall von Dänenkönig Harald Blauzahn abwehren und Böhmenherzog Boleslaw II. wegen des Komplotts mit Heinrich in die Schranken weisen.

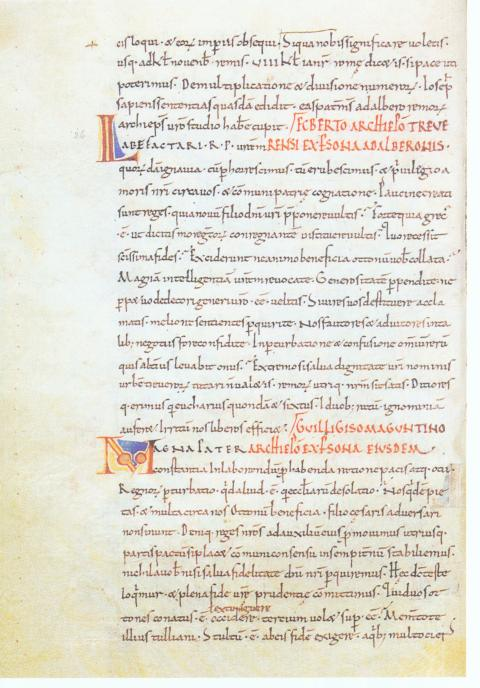
Erwähnung der Thronkandidatur Heinrich des Zänkers in der Briefsammlung Gerbert von Reims

Heinrich gelang jedoch 976 die Flucht. Sofort kam es wieder zu Aufständen in Bayern. Die Residenzstadt Regensburg musste im gleichen Jahr im Herbst von den Kaiserlichen erobert werden. Otto II. nutzte die Gelegenheit, den gesamten Südostraum neu zu ordnen, trennte Kärnten von Bayern und erhob es zu einem eigenen Herzogtum. Die bayrische Ostmark – die Keimzelle von Österreich – wurde dem Babenberger Luitpold als Lehen übertragen, einem erklärten Gegner Heinrichs. Die Ostmark blieb zwar formell noch im Verband des Herzogtums Bayern, erhielt aber weitgehende Unabhängigkeit. Außerdem setzte der Kaiser seinen Vetter Heinrich als Herzog ab. Das verkleinerte Herzogtum Bayern wurde seinem Rivalen Herzog Otto von Schwaben unterstellt. Von den Bischöfen wurde er zusätzlich mit dem Kirchenbann belegt. Heinrich setzte 978 den Kampf, dem sich nun der neue Herzog Heinrich von Kärnten und Bischof Heinrich I. von Augsburg anschlossen, fort. Nach seiner erneuten Niederlage wurde er Bischof Folkmar von Utrecht zur Bewachung übergeben.

## Griff nach der Krone
Das noch unmündige Kind Otto III. war am Weihnachtsfest 983 von den Erzbischöfen Willigis von Mainz und Johann von Ravenna in Aachen zum König gekrönt worden, als kurz darauf die Nachricht vom Tod seines Vaters eintraf. Heinrich wurde von Bischof Folkmar aus der Haft entlassen und versuchte 984 sich des kaiserlichen Thrones zu bemächtigen. Als nächster Vetter Ottos erhob er gegenüber der aus dem Oströmischen Reich stammenden Kaiserinwitwe Theophanu Ansprüche auf die Vormundschaft des Jungen. Die Abneigung gegenüber seiner Mutter als Griechin kam ihm zu Beginn des Jahres 984 zugute. Der Erzbischof Warin von Köln übergab den jungen König seiner Obhut und Pflege. Innerhalb des Reiches standen Heinrich dabei zahlreiche Anhänger zur Seite. Unter anderem die Bischöfe von Köln, Trier und Metz, die sächsische Geistlichkeit, sowie der westfränkische Karolinger Lothar, der Anführer der Abodriten, die Herzöge von Böhmen und Polen und bei seiner Ankunft in Bayern auch die dortigen Bischöfe. Er ließ sich, unterstützt von seinem namhaften Anhang, öffentlich als Vormund und Reichsverweser für Otto III. ausrufen. Über Heinrichs Absichten gibt es in der Forschung unterschiedliche Interpretationen (Erkens, Laudage).
Nach Thietmar von Merseburg und der Tatsache, dass mittelalterliche Kommunikation vor allem durch Symbole und Gesten geschah, wird Heinrichs Intention dadurch greifbar, dass er sich am Palmsonntag in Magdeburg und am Ostersonntag in Quedlinburg zum König ausrufen und huldigen ließ.

„Herzog Heinrich […] ging in seiner Überhebung so weit, daß er wünschte König zu heißen und zum König gesalbt zu werden. König zu heißen erreichte er nur bei wenigen, zum König gesalbt zu werden, gelang ihm aber nicht; denn Gott hinderte es“

Erzbischof Willigis von Mainz rief die Kaiserwitwe Theophanu und Kaiserin Adelheid, die Mutter Ottos II., aus Italien nach Deutschland. Die Anhängerschaft Heinrichs wurde kleiner. Auf dem Hoftag in Rara (Rohr bei Meiningen) übergab er dem dreijährigen Otto III. an Theophanu. Als Adelheid mit ihrer Tochter Mathilde und Theophano mit Otto III. 985 in Frankfurt weilten, kam Heinrich dorthin, um sich dem jungen König zu unterwerfen und bat um Verzeihung für seine eigene unrechtmäßige Erhebung. Dafür wurde er endlich mit dem Herzogtum Bayern belehnt. Er enthielt sich jetzt jeder weiteren Rebellion, erwarb 989 Kärnten und bekam schließlich sogar die italische Mark zurück. In seinen späteren Jahren konzentrierte er sich auf den inneren Ausbau seiner Territorien (Ranshofener Gesetze, 995) und förderte die Anfänge der Kirchenreform.
Heinrich II. starb am 28. August 995, als er in Gandersheim seine Schwester die Äbtissin Gerberga II. besuchte. Er wurde in der Stiftskirche in Gandersheim beigesetzt. Ein bedeutendes Hochgrab befindet sich im Kloster Sankt Emmeram in Regensburg.
Heinrichs Verzicht auf seine eigenen Thronambitionen führten letztlich zur Restitution des Herzogtums Bayern. Durch die Versöhnung mit den Kaiserinnen Adelheid und Theophanu und seine uneingeschränkte Loyalitätsbezeugung zu Otto III. machten die Wiedereinsetzung in das bayerische Herzogsamt möglich. Zugleich wurde Heinrichs Anspruch auf eine uneingeschränkte Teilhabe an der Herrschaftsgewalt im Reich letztlich anerkannt, den er bis zu seinem Tode immer wieder geltend gemacht hatte.

## Nachkommen
Heinrich II. heiratete 972 Gisela von Burgund (um 950; † 21. Juli 1006 oder 1007), die Tochter König Konrads von Burgund und dessen erster Ehefrau Adelan[i]a.
- Heinrich (973 oder 978–1024). Er folgte seinem Vater als Heinrich IV. auf den Herzogsthron von Bayern, wurde 1002 römisch-deutscher König und 1014 Kaiser des ostfränkisch-deutschen Reiches.
- Bruno († 1029), Bischof von Augsburg
- Gisela (* um 985, † um 1065), ⚭ 995 mit Stephan I., König von Ungarn
- Brigida (* um 970), Nonne von St. Paul zu Regensburg, Äbtissin der Abtei Andlau ⚭ einem Grafen von Egisheim

uneheliche Kinder
- Gerberga, Äbtissin des Klosters Frauenchiemsee
- Arnold Erzbischof von Ravenna († 17. November 1018/19)